# Prokhlàdnoie (Primórie)
|  | Per a altres significats, vegeu «Prokhlàdnoie». |

Prokhlàdnoie (en rus: Прохладное) és un poble del krai de Primórie, a l'Extrem Orient de Rússia, que en el cens del 2010 tenia 1.704 habitants.